# Celastrus punctatus
Celastrus punctatus là một loài thực vật có hoa trong họ Dây gối. Loài này được Thunb. mô tả khoa học đầu tiên năm 1784.